# Estadio Visakha
El Estadio Visakha, también conocido como Estadio Príncipe , es un estadio multiusos en Phnom Penh , Camboya. Actualmente se utiliza principalmente para fútbol. El estadio tiene capacidad para 15.000 personas. Es el estadio local del equipo Visakha de la Liga Premier de Camboya. Los Juegos del Sudeste Asiático de 2023 se celebrarán aquí.

## Ubicación
Este estadio está ubicado en Phnom Penh, Camboya .

## Historia
El estadio Visakha fue construido en 2017, con una capacidad inicial de 7.000 personas. De 2020 a 2021, el estadio fue renovado, incluida la construcción de una grada adicional para aumentar la capacidad del estadio a 15.000 personas.
En 2023, el campo reemplazó el césped de hojas de jengibre con césped Zoysia en preparación para los Juegos del Sudeste Asiático de 2023.